# Ophiothela vincula
Ophiothela vincula is een slangster uit de familie Ophiotrichidae.
De wetenschappelijke naam van de soort werd in 1913 gepubliceerd door Theodor Mortensen.